# 明るい記憶喪失
『明るい記憶喪失』（あかるいきおくそうしつ）は、奥たまむしによる日本の百合漫画作品。『コミックキューン』（KADOKAWA）2016年8月号にゲスト掲載されたのち、同年10月号から2021年2月号まで連載された。
突然記憶喪失になってしまった鈴木アリサとその恋人佐藤マリとの恋愛模様を描いた作品。

## あらすじ
鈴木アリサと佐藤マリは恋人同士。キスやその先のことまで経験している仲睦まじい関係だったが、ある日突然アリサが記憶喪失になり、マリと恋人として過ごした3年間の記憶が抜け落ちてしまった。彼女に今の関係をどう説明してよいか悩むマリだったが、アリサは記憶喪失のため初対面となったマリに一目ぼれをする。

## 登場人物
鈴木 アリサ（すずき アリサ）
佐藤マリの恋人。ある出来事がきっかけで記憶喪失になり、3年分の記憶がなくなる。
記憶喪失になったと聞き、見舞いに来てくれたマリに一目ぼれをした。
佐藤 マリ（さとう マリ）
記憶喪失になった鈴木アリサの恋人。アリサより年上。町工場で働いている。
記憶を失ったアリサに、女性同士で交際していることを受け入れてもらえるか不安に感じていた。
実家が坂のきつい所であったため、自転車に乗るのが下手。
レナ
アリサの高校時代の友人。
アリサとマリの初キス初エッチの日を知っている。
前田 ケン（まえだ ケン）
マリの同僚。
マリを狙っていたが、アリサとマリの深い仲をみて応援する立場に回った。

## 書誌情報
- 奥たまむし 『明るい記憶喪失』 KADOKAWA〈MFCキューンシリーズ〉、全6巻
  1. 2017年2月27日発売[3]、ISBN 978-4-04-069026-1
  2. 2017年9月27日発売[4]、ISBN 978-4-04-069429-0
  3. 2018年3月26日発売[5]、ISBN 978-4-04-069782-6
  4. 2019年2月27日発売[6]、ISBN 978-4-04-065480-5
  5. 2020年2月28日発売[7]、ISBN 978-4-04-064360-1
  6. 2021年1月27日発売[8]、ISBN 978-4-04-680100-5